# Yves Lafontaine
Cet article concerne le musicien, luthier et écrivain québécois. Pour le journaliste, éditeur et cinéaste québécois, voir Yves Lafontaine (médias).
Pour les articles homonymes, voir Lafontaine.
Yves Lafontaine (16 juillet 1959 à  Grand-Mère au Québec (Canada) - ) est un musicien, luthier et écrivain québécois.

## Début
Yves Lafontaine est le fils de Jeanne d'Arc Lafontaine (née Bussière), peintre amateur et Henri Lafontaine, chanteur amateur et employé d'une banque. Sixième enfant d'une famille de sept frères et sœur, enfant il commença l'étude de la musique, pour ensuite commencer l'étude de la guitare classique à l'adolescence.

## Éducation
À la fin des années 1970, début des années 1980, il fréquente le Conservatoire de Musique du Québec à Trois-Rivières, où il étudie la guitare classique avec Jean Vallières, la musique de chambre avec Walter Joachim et l'alto avec Alfred Filek. À la fin du second cycle, il quitte le conservatoire et débute professionnellement.
Il se rend à Nice en 1983 pour se perfectionner auprès d'Alexandre Lagoya et Carel Harms à l'Académie internationale d'été de Nice, où fréquente aussi la classe d'analyse musicale de Jacques Chailley et la classe de direction d'orchestre de Fernand Quattrocchi.
En 1985-86, il approfondit sa connaissance de la musique mise en tablature à la Bibliothèque d'État de Bavière en Allemagne et à la Bibliothèque Nationale d'Espagne à Madrid.
À son retour au Canada, il s'inscrit à l'Université McGill, où il obtient un bachelier en Art en 1991.
Boursier du Ministère de l’Éducation du Japon en 1991, il fréquente l'Université de Tsukuba pour un cours accéléré en langue japonaise, pour être par la suite admis en direction d'orchestre à l'Université des Beaux Arts de Tokyo.
En 2007 il complète un cours d'archèterie offert par la région lombarde avec Giovanni Lucchi et Pierre Guillaume.
En 2008 après des études avec  Ernesto Vaia, Giorgio Scolari et Lorenzo Marchi, il obtient le diplôme de l’École de Lutherie “Antonio Stradivari” de Crémone. En 2010 il termine une spécialisation en restauration à la même école après deux ans d'étude avec Alessandro Voltini, Claudio Amighetti et Andrea Ortona.

## Vie privée
Le 9 septembre 1993 il se marie avec Yuko Ideguchi après deux ans de fréquentation. De cette union sont nés quatre enfants. Lafontaine parle couramment anglais, français, allemand, italien, espagnol et japonais.

## Carrière

### Chef  d'orchestre
Après avoir débuté comme chef de chœur, il se mit à la direction d'orchestre en 1983. Actif principalement au Japon depuis le début des années 1990, il fut chef principal des orchestres suivants : Narita Philharmonic Orchestra, Makuhari Philharmonic Orchestra, Kyoto Philomusica Orchestra, Haydn Sinfonietta, Opera Fiori of Tokyo, ainsi que chef associé de la “Philharmonia Tokyo Symphony Orchestra”. Il est en ce moment actif en Italie.

### Instrumentiste
En tant que guitariste ainsi qu'au luth Renaissance, il s'est produit en tant que soliste et  chambriste en France, en Allemagne, en Espagne, en Norvège, au Canada, aux USA et en Asie, autant en concert qu'à la télévision et à la radio.
Il a pris part à l'orchesre de l'école Stradivari Antonio comme altiste pendant deux saisons à partir de 2006.

### Écrivain
Actif principalement comme poète et essayiste sur la musique. 
Combien vite est venu le soir,
déjà ai les paupières lourdes.
Au dehors tombe la nuit noire,
lune à la fête est faite sourde.
Ai maintenant le dos courbé,
depuis longtemps jeunesse a fui.
Affaibli du poids des années
ne chemine plus dans la nuit.
Que me reste-t-il à faire
que d'autre déjà ne fut fait?
Conquises sont toutes les terres,
au mieux tranquille en coin me tais.

## Instruments
Joue la guitare “Girollet” Contreras de 1989 et un violon Michel'Angelo Bergonzi de 1754.

## Prix
“Menzione Speciale per l'Acustica” pour son alto “Nec Pluribus Impar” au Concours de Lutherie de Pisogne en 2007 Catalogue NICPASSECH Editrice MLANO - Via Bernardino Telesio, 17.

## Discographie
1 disque compact, Canada 2000 musiques de Bach, Scarlatti, Albeniz, Granados, de Falla, Rodrigo, Sor et Pujol.